# Louis-Adelberth de Bourbon (Naundorff)
Pour les articles homonymes, voir Naundorff.
Ne doit pas être confondu avec Adelberth de Bourbon (Naundorff).
Succession
Prétendant naundorffiste aux trônes de France et de Navarre
(branche canadienne)
13 juillet 1937 – 8 janvier 1975
(37 ans, 5 mois et 26 jours)
Louis Jean Henri Charles Adelberth de Bourbon, né 27 décembre 1908 à Renkum et mort 8 janvier 1975 à Arnhem, est un prétendant naundorffiste au trône de France, sous le nom de Louis XIX, en tant qu'arrière-petit-fils de Karl-Wilhelm Naundorff, le plus célèbre de ceux qui, au XIXe siècle, prétendirent être le dauphin Louis XVII, fils du roi Louis XVI et de Marie-Antoinette d'Autriche, officiellement mort à la tour du Temple. 
Petit-fils d'Adelberth de Bourbon, il fait partie de la branche cadette, canadienne, dite d'Adelberth, et porte les titres de « comte de Boulogne » et de « duc de Normandie ».

## Famille
Il est né le 27 décembre 1908 à Renkum, de Henri de Bourbon (1867-1937) dit comte de Provence, et de Caroline Van Kervel (1875-1920).
Louis-Adelberth épouse en 1933 Gudrun Naumann (9 novembre 1905 – 1970) avec laquelle il a trois enfants :
- Charles-Louis de Bourbon (1933-2022) ;
- Henri-Emmanuel de Bourbon (1935-2004) ;
- Amélie-Marie de Bourbon (née en 1936).

## Biographie
Jeune, il entre à l'Académie royale militaire de Bréda, comme officier de réserve. Par la suite, il devient Docteur en droit.
Nommé bourgmestre de la ville d’Oss, aux Pays-Bas, ses fonctions furent interrompues par l’occupant pendant la Seconde Guerre mondiale. Il les reprit ensuite, mais depuis il les a résiliées pour s’installer à La Haye. Directeur de la « Eerste Nederlandsche » Compagnie d'assurances sur la vie et contre l'invalidité S.A. A la Haye, il se consacre à la littérature. Il est un poète très estimé en Hollande et fut longtemps rédacteur d’un journal catholique.
Marié à Nimègue civilement le 27 janvier 1933 (divorcé le 21 avril 1948) et religieusement à l'église de Pey Echt le 29 janvier 1933 à Gudrune Marie Naumann, il épouse en secondes noces à Mook civilement en mai 1948, Marguerite-Marie van Mourik.
Après la mort de son père en 1937, il se déclare Chef de la famille et prend le nom de Louis XIX.

## Armoiries
| Blason | Blasonnement : D'azur à un sacré-cœur de gueules accompagné de trois fleurs de lys d'or. Commentaires : En 1879, Louis-Charles de Bourbon (« Charles XI ») (1831-1899) et sa sœur Amélie (1819-1891) décident de porter le Sacré-Cœur en « abîme » sur l'écu traditionnel des rois de France aux trois fleurs de lys. |